# Wuling (Automarke)

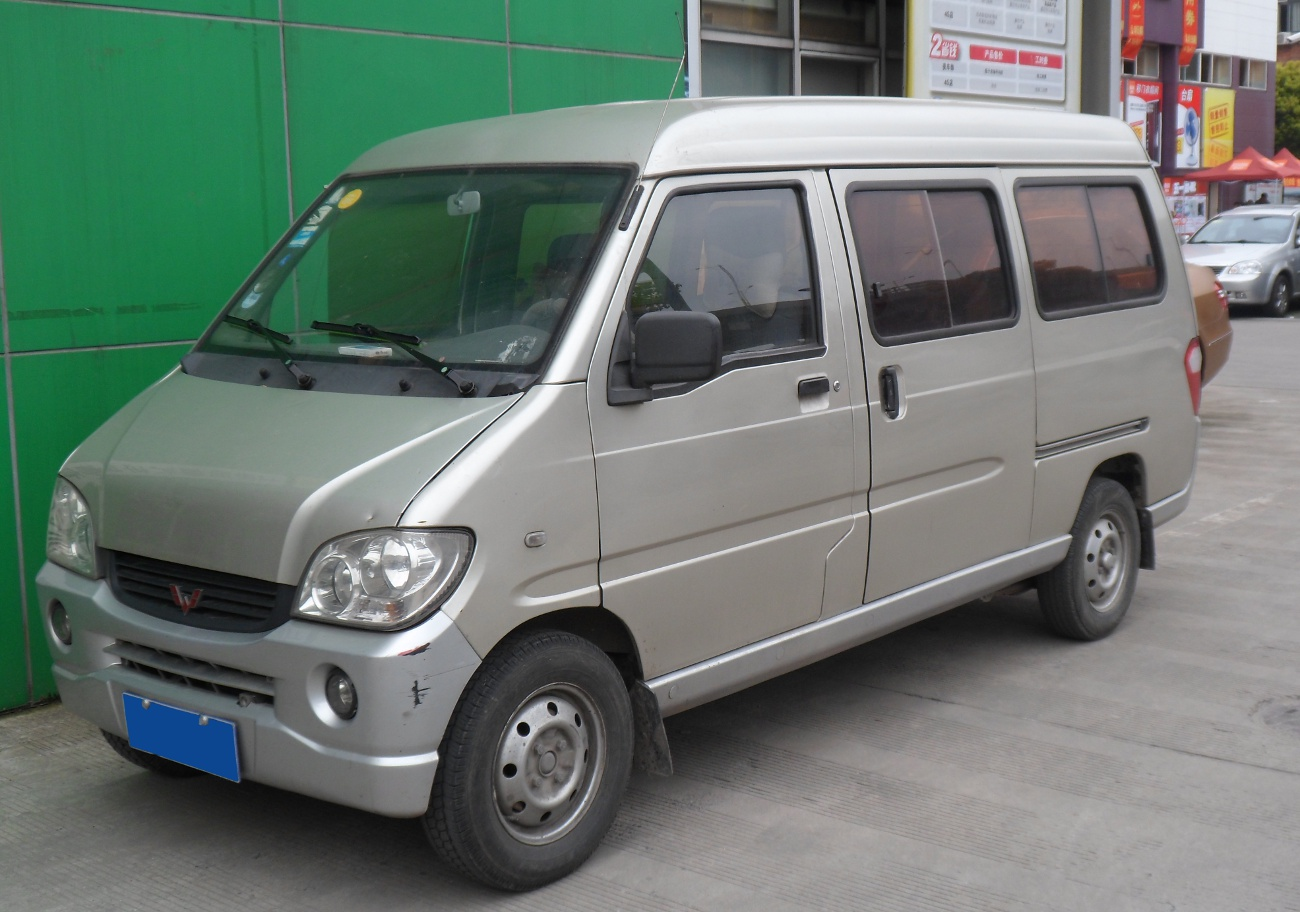
Wuling Sunshine

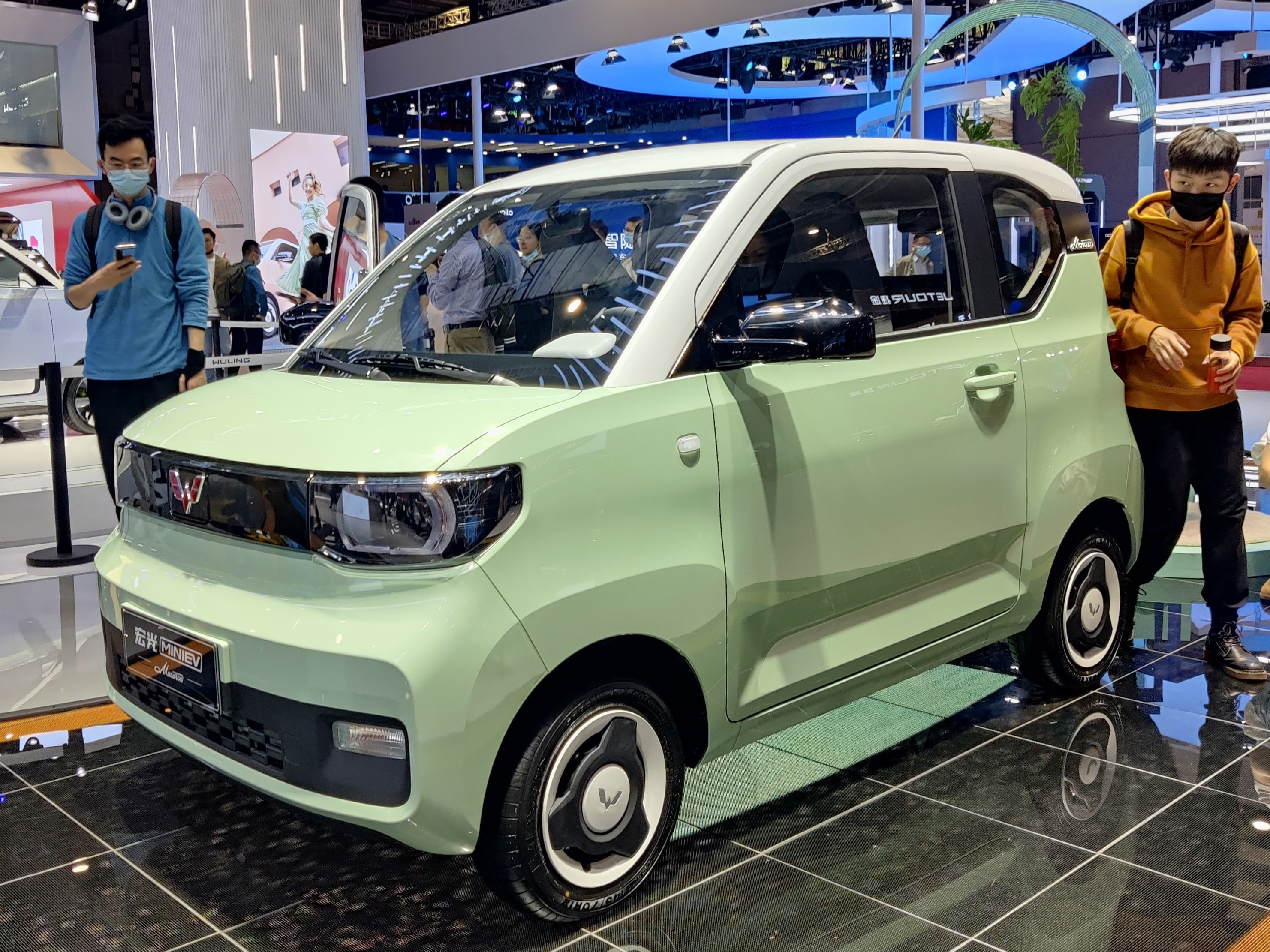
Wuling Hongguang Mini EV

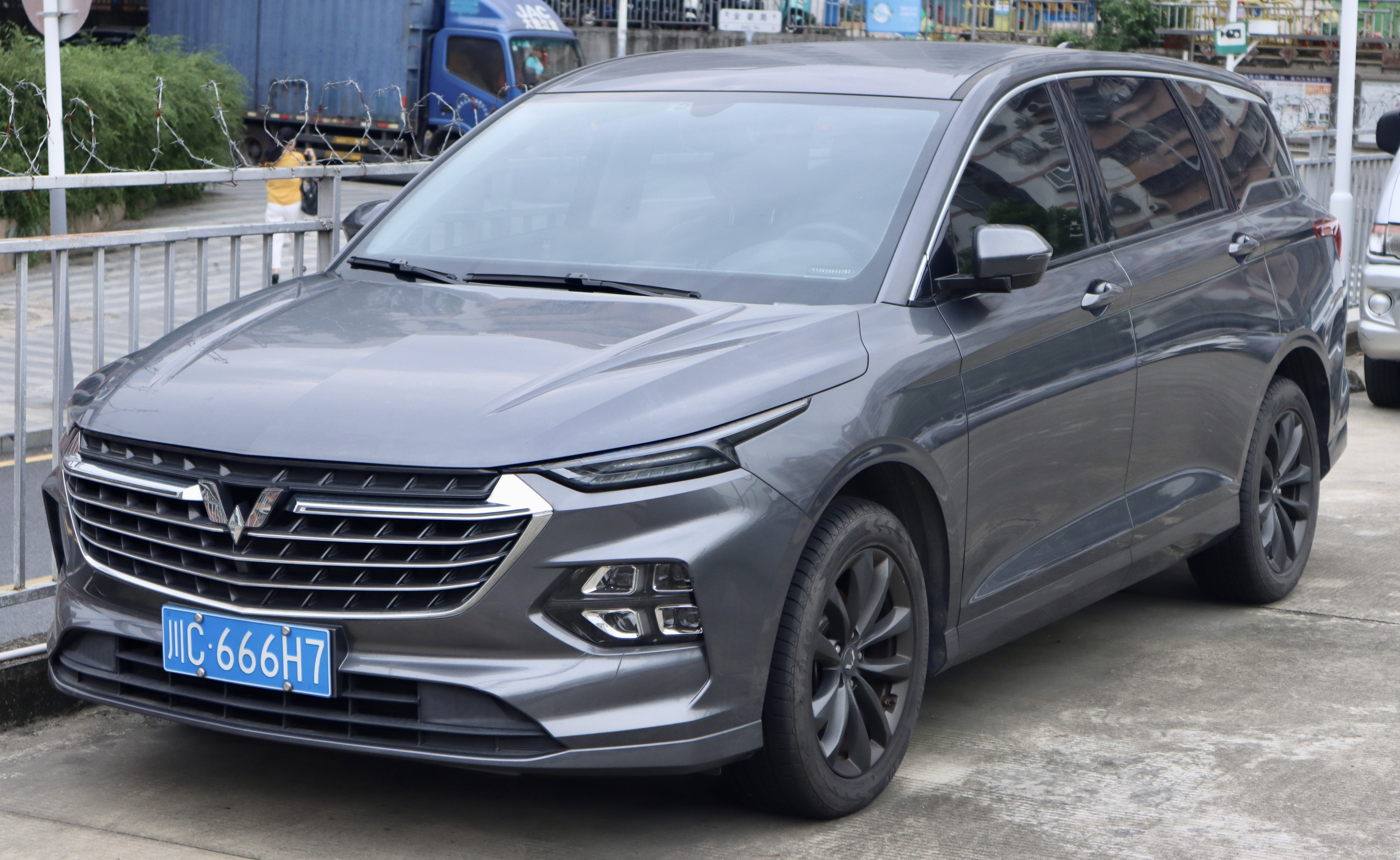
Wuling Victory

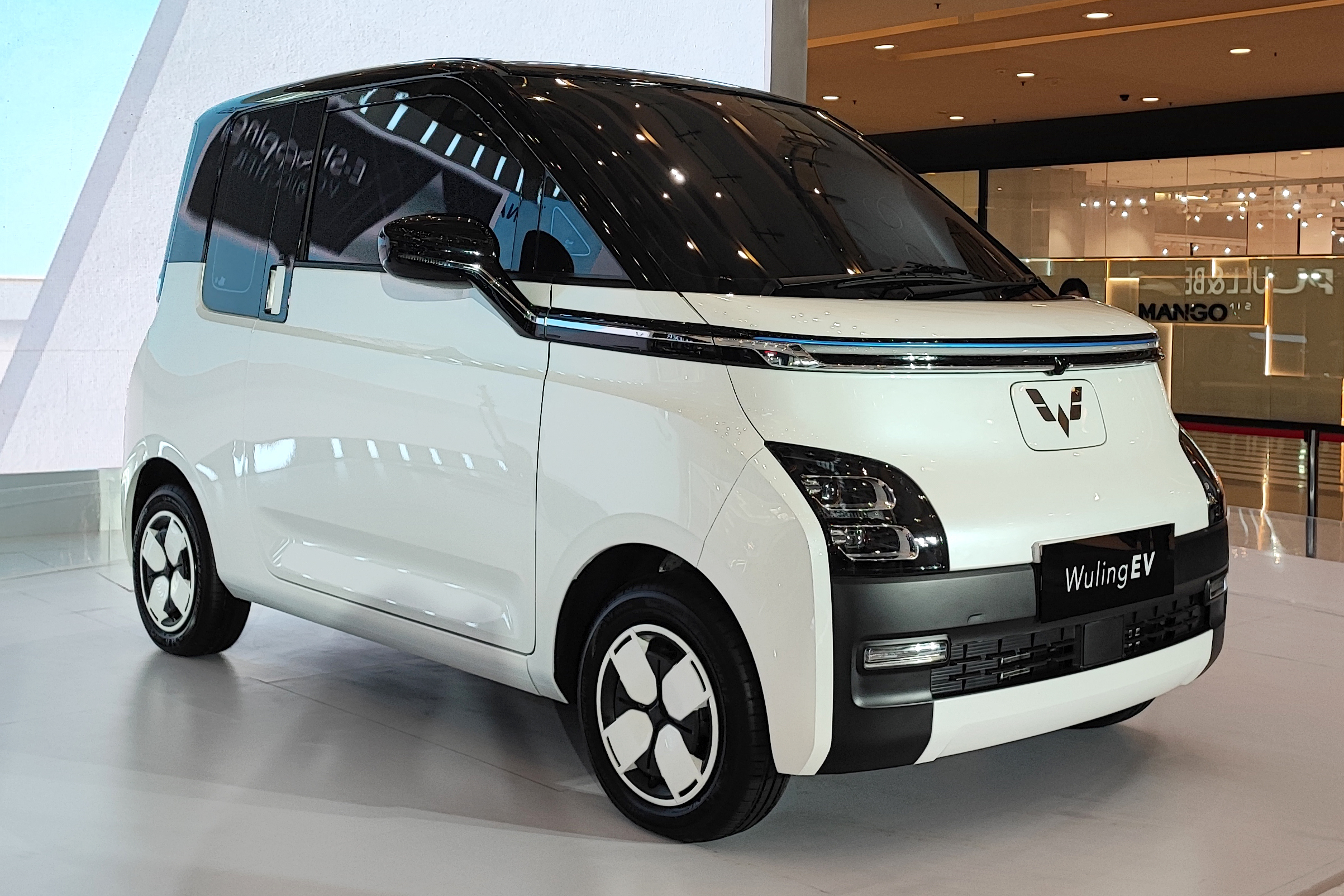
Wuling Air EV

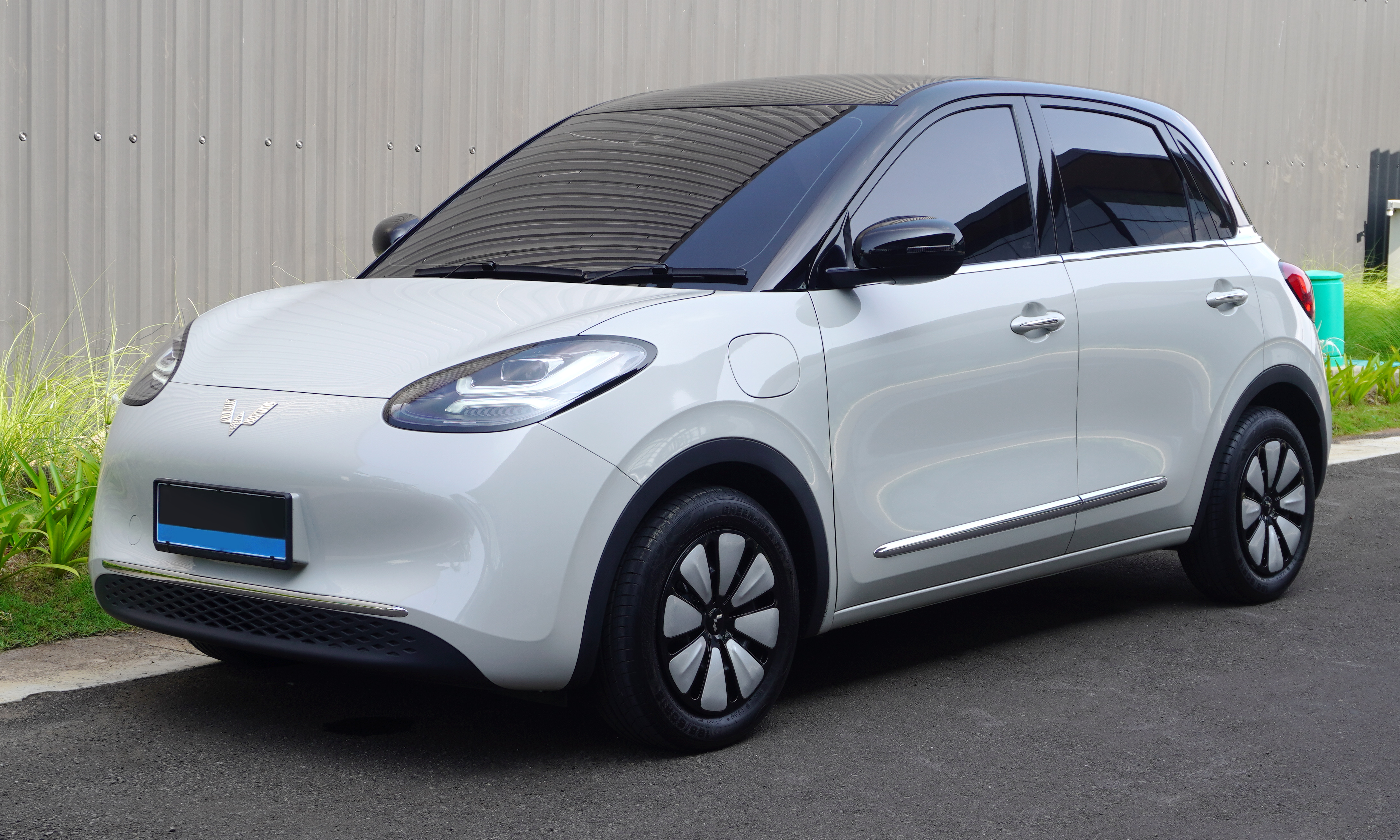
Wuling Bingo

Wuling ist eine Automarke aus der Volksrepublik China.

## Unternehmensgeschichte
Das Unternehmen Liuzhou Tractor Works wurde 1958 in Liuzhou gegründet. 1982 begann die Produktion von Kraftfahrzeugen. Zunächst entstanden Pick-ups sowie ab 1984 Lastkraftwagen und Vans. Der Markenname lautete zumindest für die ersten Pick-ups Liuzhou. 1988 erfolgte die Umfirmierung in Liuzhou Mini-Auto Works bzw. Liuzhou Small Auto Works. 1989 oder 1991 wurde mit dem ersten Kleinwagen der Markenname Wuling eingeführt. SAIC Motor übernahm im Januar 2001 75,9 % der Anteile und benannte das Unternehmen in SAIC Wuling Automobile um.
Im Juni 2002 gründeten SAIC Wuling Automobile und General Motors das gemeinsame Unternehmen SAIC GM Wuling. Auch dieses Unternehmen vermarktet die Fahrzeuge als Wuling.

## Fahrzeuge

### Markenname Liuzhou
Der erste Pick-up war der Liuzhou LZ 120.

### Markenname Wuling
Der Pick-up Wuling LZ 110 nach einer Lizenz von Mitsubishi ist überliefert.
Der erste Kleinwagen war der Wuling LZW 7100, der bis 1996 hergestellt wurde. Das Fahrzeug mit der Karosserie des Citroën Visa war 3725 mm lang. Ein Dreizylindermotor von Xiali namens 376 Q mit 993 cm³ Hubraum und 47 PS Leistung trieb die Fahrzeuge an. Hiervon entstanden etwa 1000 Fahrzeuge.
Die 1990 vorgestellten Wuling LZW 6320 und Wuling LZW 6430 basierten auf dem Mitsubishi Minicab.
2002 wurde der Wuling Sunshine vorgestellt. Dieser Minivan ist sehr erfolgreich. So wurden 2011 rund 943.000 Fahrzeuge verkauft.
Den batterieelektrisch angetriebenen Kleinstwagen Hongguang Mini EV führte Wuling im Juli 2020 auf dem chinesischen Markt ein. Als Freze Nikrob EV wird er auch auf ausgewählten Märkten in Europa angeboten. Der Van Victory wird seit September 2020 gebaut. Mit dem Xingchen präsentierte Wuling im April 2021 auf der Shanghai Auto Show ein Sport Utility Vehicle auf Basis des Baojun 530. Auf Basis des Baojun E200 wurde im September 2021 der Nano vorgestellt.
Der siebensitzige Van Jiachen wurde im Februar 2022 präsentiert. Im Juni 2022 folgte der 2,97 Meter lange Elektro-Kleinstwagen Air EV und das SUV Xingchi. Der elektrisch angetriebene Kleinwagen Bingo wurde im November 2022 vorgestellt. Das SUV Xingyun debütierte im Mai 2023 und die Limousine Starlight im August 2023. Im Januar 2024 wurde das 4,09 Meter lange SUV Bingo Plus präsentiert.
Der Baojun Yunduo wurde im Februar 2024 für den indonesischen Markt als Wuling Cloud vorgestellt. 4,71 Meter lang ist das SUV Xingchen Plus, das im April 2024 präsentiert wurde.
Seit Januar 2025 gibt es den 3,69 Meter langen Zhiguang. Im Juni 2025 wurden der 4,91 Meter lange Van Xingguang 730 (in Indonesien Cortez Darion) und der 4,27 Meter lange SUV Bingo S vorgestellt. Ein 4,75 Meter langes SUV ist der Xingguang 560. Er wurde im Juli 2025 präsentiert.

### Zaptruck
Für das US-amerikanische Unternehmen ZAP stellte Wuling den Zaptruck XL her, einen kleinen Lieferwagen mit Elektroantrieb, der auf dem LZW 6370 basierte.

## Produktions- und Zulassungszahlen
Es liegen stark abweichende Zahlen für die Marke Wuling vor. Pick-ups sind nicht enthalten.
| Jahr | Pkw-Produktionszahl | Quelle       | Pkw-Zulassungszahl in China |
| ---- | ------------------- | ------------ | --------------------------- |
| 2000 | 58.334              | [ 3 ] [ 24 ] |                             |
| 2001 | 68.026              | [ 3 ] [ 24 ] |                             |
| 2002 | 88.827              | [ 3 ] [ 24 ] |                             |
| 2003 | 129.662             | [ 3 ] [ 24 ] |                             |
| 2004 | 184.339             | [ 24 ]       |                             |
| 2005 | 313.249             | [ 2 ]        |                             |
| 2006 | 480.168             | [ 2 ]        |                             |
| 2007 | 552.865             | [ 2 ]        |                             |
| 2012 |                     |              | 1.212.277                   |
| 2013 |                     |              | 448.484 oder 530.050        |
| 2014 |                     |              | 1.404.797 oder 751.028      |
| 2015 |                     |              | 678.938                     |
| 2016 |                     |              | 667.629                     |
| 2017 |                     |              | 537.782                     |
| 2018 |                     |              | 476.539                     |
| 2019 |                     |              | 374.878                     |
| 2020 |                     |              | 406.746                     |
| 2021 |                     |              | 818.041                     |
| 2022 |                     |              | 724.841                     |